# Afonso Nteka
Afonso Nteka (ur. 13 marca 1940 w Cazumbi, zm. 10 sierpnia 1991) – angolski duchowny rzymskokatolicki, kapucyn, w latach 1984-1991 biskup M’banza-Kongo.